# Menschenblut
Menschenblut war ein Comicmagazin im Bereich des Fantasy- und Horrorgenres. Es erschien in insgesamt 37 Ausgaben im Zeitraum von 1981 bis 2001. Die Bände 1 bis 11 wurden von Blutshop in den Jahren 1982 bis 1985 verlegt, die Bände 12 bis 37 in den Jahren 1994 bis 2001 von Eisenfresser Comix.

## Geschichte
Im Jahr 1981 gaben die drei Zeichner Michael Hau (BiMi), Rochus Hahn (Robi) und Michael Möller (Mille) unter dem Label Comiclabor einen gleichnamigen Band heraus. Dieser war der Vorläufer der späteren Menschenblut-Reihe, die die jungen Zeichner, die auch unter dem Synonym Blutkru firmierten, herausgaben. Im Folgenden erschienen elf Hefte, da aber die Ausgaben 8 bis 10 von der Bundesprüfstelle für jugendgefährdende Schriften indiziert wurden und eine Dauerindizierung drohte, entschloss sich die Redaktion, das Heft mit Nummer 11 einzustellen. Das Heft 11 wurde in deutlich geringerer Auflage als die Vorgängerexemplare gedruckt und diente im Wesentlichen dazu, die Abonnenten zu bedienen.
Das Indizierungsverfahren wurde auf Antrag des Jugendamtes der Stadt Bochum eingeleitet. Besonderen Anstoß nahm man an der Formulierung „wir Menschenblut-Leser gehen ja nachts nach dem samstäglichen Frauenmord gern ein Bier trinken oder ins Kino“ in einer Filmbesprechung zu Das Haus an der Friedhofsmauer, die nach Ansicht der antragstellenden Behörde impliziere, „dass ein Menschenblut-Leser Frauen als Wochenendbeschäftigung“ umbringe. Nach Auffassung der Bundesprüfstelle für jugendgefährdende Schriften waren die „Hefte Menschenblut 8, 9 und 10 […] geeignet, Kinder und Jugendliche sozialethisch zu verwirren und somit sittlich zu gefährden“ und wurden mit der Entscheidung Nr. 3428 vom 8. November 1984 indiziert. Durch eine zeitversetzte Indizierung wurde den Herausgebern von Menschenblut die Möglichkeit gegeben, bei der Gestaltung der Zeitschrift einer Indizierung entgegenzuwirken.
Mitte der 1990er Jahre wurde die Reihe wieder aufgelegt und erschien im Verlag Eisenfresser Comix (einem Schwesterverlag von Schwarzer Turm), es folgten mehrere ICOM-Auszeichnungen und eine Steigerung der Qualität. Aus einem Zusammenspiel interner Streitigkeiten, konzeptioneller Probleme mit dem Heft und den sich mehr und mehr abzeichnenden individuellen Laufbahnen der Hauptakteure, wurde das Magazin nach dem 37. Heft, das 2001 veröffentlicht wurde, eingestellt.

## Auszeichnungen
ICOM Independent Comic Preis
- 1995: Bestes Fanzine / bester Independent Comic – Menschenblut 15–19[4]
- 1996: Bester realistischer Comicbeitrag – „Eine schöne Frau“ von Rochus Hahn (Text) und Stefan Atzenhofer (Zeichnungen) in Menschenblut 22/23[4]
- 1997: Bestes Szenario – Michael Möller für „Der Fluch“ (gezeichnet von Frank Schmolke) in Menschenblut 25[5]
- 1998: Bestes Szenario – Rochus Hahn für „Die Qualle“ (gezeichnet von Michael Möller) in Menschenblut 28/29[6]
- 2000: Bester realistischer Comicbeitrag – „Der Ring des Meisters“ von Jürgen Speh in Menschenblut 35[7]

## BekannteMenschenblut-Zeichner und -Texter
- Anton Atzenhofer
- Oliver Ferreira
- Pelle Felsch
- Bernd Frenz (Texte und Storys)
- Toni Greis
- Rochus Hahn
- Michael Hau
- Andreas Marschall (Coverarbeiten)
- Michael Möller
- Kim Schmidt
- Matthias Schultheiss
- Jürgen Speh
- Steff Murschetz

## Speziell kreierte Figuren
- Blutkind
- Metzger Fröhlich
- Doktor Dipperz